# Infanterie-Division Mielau
La Infanterie-Division Mielau fu una divisione dell'esercito tedesco attiva durante la seconda guerra mondiale.

## Storia
La divisione fu costituita il 27 gennaio 1944 nell'area di addestramento militare di Mielau, attraverso la riorganizzazione della 151. Infanterie-Division; Il 17 marzo 1944 alcune parti furono utilizzate per la 65. Infanterie-Division e la 121. Infanterie-Division, fu utilizzata il 26 marzo per rinforzare la 214. Infanterie-Division. Lo stato maggiore della divisione fu chiamato a costituire la 59. Infanterie-Division e la divisione venne sciolta.

## Ordine di battaglia
- Grenadier-Regiment Mielau 1
- Grenadier-Regiment Mielau 2
- Artillerie-Abteilung Mielau
- Pionier-Bataillon Milau[1]

## Comandanti
- Generalmajor Walter Sauvant (27 gennaio 1944 - giugno 1944)[1]